# Ludwik Wiśniewski (poseł)
Ludwik Wiśniewski (ur. 17 września 1867 w Raciążu, zm. 16 czerwca 1942 w Jadowie) – polski lekarz, ziemianin, działacz polityczny, poseł na Sejm II kadencji w II RP z ramienia Związku Ludowo-Narodowego.

## Życiorys
Urodził się 17 września 1867 w Raciążu jako syn Franciszka i Franciszki z Przedworskich. Uzyskał wykształcenie medyczne. Mieszkał w Jadowie, gdzie prowadził praktykę lekarską. Angażował się w życie polityczno-społeczne. Był prezesem straży pożarnej w Jadowie oraz lokalnej organizacji Czerwonego Krzyża. W 1928 roku uzyskał mandat z list Związku Ludowo-Narodowego w okręgu wyborczym nr 2 (pow. Warszawa, Radzymin i Mińsk), jednak 16 grudnia 1929 zrzekł się mandatu poselskiego. Jego następcą został Ignacy Rowicki.
Po śmierci swojego teścia w 1910 roku, stali się wraz z żoną właścicielami 110-hektarowego majątku ziemskiego w Ulasku (obecnie część wsi Stryjki) k. Tłuszcza z okazałym drewnianym dworem. Z powodu zamieszkania w Jadowie majątkiem zarządzał administrator. 

## Życie prywatne
W 1898 w parafii św. Aleksandra w Warszawie zawarł związek małżeński ze Stanisławą Salomeą z Babczyńskich, córką profesora Tytusa Babczyńskiego. Mieli synów: Adama Mariana (1899-1998) – ziemianina i leśnika oraz Jana Kantego Józefa (1904-1939) – ekonomistę i lekkoatletę.